# Coupe des Pays-Bas de football 1904-1905
Navigation
Coupe des Pays-Bas 1903-1904 Coupe des Pays-Bas 1905-1906
La Coupe des Pays-Bas de football 1904-1905, nommée la KNVB Beker, est la 7e édition de la Coupe des Pays-Bas.

## Déroulement de la compétition
Tous les tours se jouent en élimination directe. À chaque tour, un tirage au sort est effectué pour déterminer les adversaires.

## Finale
La finale se joue le 30 avril 1905 à La Haye, le VOC Rotterdam  bat la deuxième équipe du HBS La Haye 3 à 0 et remporte son premier titre.